# Guchen
Guchen település Franciaországban, Hautes-Pyrénées megyében. Lakosainak száma 313 fő (2022. január 1.). Guchen Ancizan, Aulon, Bazus-Aure, Grézian, Guchan és Vielle-Aure községekkel határos.

## Népesség
A település népességének változása:
| Lakosok száma | 363  | 369  | 367  | 343  | 330  | 330  | 327  | 325  | 313  |
|               | 2013 | 2015 | 2016 | 2017 | 2018 | 2019 | 2020 | 2021 | 2022 |